# Knjižnica Palatina, Heidelberg
Bibliotheca Palatina v Heidelbergu je bila ena najpomembnejših nemških renesančnih knjižnic z obsežnimi zbirkami srednjeveških rokopisov in zgodnjih tiskanih (inkunabul). Primerki so zdaj večinoma v Vatikanski apostolski knjižnici, nemški rokopisi pa v Univerzitetni knjižnici Heidelberg.

## Zgodovina
Do volilnega kneza Ludvika III. Pfalškega (vladal 1410-1436) sega ustanovitev samostanske knjižnice pri cerkvi Svetega Duha v Heidelbergu, ki je tvorila jedro kasnejše Bibliotheca Palatina. Najprej je volilni knez Otto Heinrich (vladal 1556-1559) združil knjižne zbirke Univerze, samostanske knjižnice in grajske knjižnice v enotno Bibliotheca Palatina. Med njegove pridobitve sodi Lorscher Evangeliar iz dvorne šole Karla Velikega, Codex Manesse (CPG 848) in Falkenbuch (cpl 1071), cesarja Friderika II. Z poenotenjem knjižne zbirke je Ottheinrich ustvaril podlago za uvedbo reformacije na Pfalškem in preoblikovanje Univerze v Heidelbergu v protestantsko državno gimnazijo in protestantski center poučevanja. Po zgledu na Univerzo v Wittenbergu, je bila obsežna knjižnica na voljo za študij, saj je bila, v nasprotju z Wittenbergom, kjer je bila na gradu, v mestu, v podzemlju cerkve Svetega Duha, zaradi česar je bil dostop za učitelje in učence razrešen. Po smrti Ulrika Fuggerja iz Augsburga (1526-1584) se je 86 nadaljnjih zelo znanih rokopisov znašlo v knjižnici, kot Otfridov rokopis (CPL 52) in rokopis Sachsenspiegels (CPG 164). S takimi pomembnimi rokopisi je imela Bibliotheca Palatina značaj cesarske knjižnice in je veljala v času razcveta - po pridobitvi v 16. stoletju - kot »mati vseh knjižnic«.
Še posebej, ker je imela obsežno zbirko teološke (predvsem protestantske književnosti), je bila za katolike kot zatočišče za herezijo. Ko so Pfalško zasedli vojaki Katoliške lige pod vodstvom Johanna t'Serclaes von Tilly avgusta 1622, je vojvoda Maksimilijan I. Bavarski vzel znamenito knjižnico v München in jo podaril papežu Gregorju XV. na izrecno zahtevo. Le Ottheinrichovo Sveto pismo in veličastna Ottheinrichova korna knjiga je ostala v Münchenu. Decembra 1622 so zbirko prepeljali v Rim, kjer jo je papeški legat in kasneje knjižničar Vaticane, Leo Allatius (1586-1669) organiziral. Izbrane so bile tudi knjige druge heidelberške knjižnice, zasebna knjižnica volilnega kneza, knjižnica Univerze, volilnega kneza Kanzleia in zasebna knjižnica Jana Gruterja, zadnjega knjižničarja v Palatinu so pobrali in odpeljali na hrbtih 200 mul preko alpskih prelazov v Italijo.
V avgustu 1623 je Bibliotheca Apostolica Vaticana prevzela 184 škatel, ki so vsebovale 3500 rokopisov in 12.000 odtisov, ki so bili v veliki meri razvezani zaradi zmanjšanja teže (Allacci hranijo še 12 drugih škatel za njih). Te so na novo vključili v nadaljevanju v 17. stoletju. Že mnoge Ottheinrichove knjige imajo nov celosten pogled na Palatin 1550.
V skladu z zaključki Dunajskega kongresa je bilo leta 1816 nemških rokopisov vrnjenih na Univerzo v Heidelberg. Vsi odtisi in rokopisi v tujih jezikih so še danes v Rimu. Nemški srednjeveški rokopisi (Codices Palatini Germanici) so zdaj relativno zaprti za literarno zgodovinsko pomembno proučevanje.
Le nekaj sto enot, ki so bile verjetno dvojniki, je ostalo v Nemčiji. Tam so našle svojo pot v različnih knjižnicah. V letu 1998 je bilo odkritih 67 enot Bibliotheca Palatina na univerzi in javni knjižnici v Kölnu. Ostalo je še danes ohranjeno v Vatikanu. Ob 600. obletnici ustanovitve Univerze v Heidelbergu leta 1986, so prišle številne knjige na edinstveno razstavo na svojo staro lokacijo.

## Digitalizacija
Rokopisi iz Bibliotheca Palatina so bili v celoti digitalizirali leta 2009 in so na voljo na spletu. Odtisi so na voljo v Nemčiji, kjer so od leta 1996 na voljo na mikrofilmu. V sodelovanju z Vatikanom in financiranjem s strani fundacije Manfred Lautenschlager, so od leta 2012 tudi latinski kodeksi nekdanje Palatinske knjižnice, ki se nahaja v Biblioteca Apostolica Vaticana, digitalizirani.

## Katalog
- Leonard Boyle (Hrsg.): Bibliotheca Palatina, Druckschriften, Microfiche-Ausgabe, München 1989–1995, ISBN 3-598-32880-X (Gesamtwerk), ISBN 3-598-32919-9 (Index)
- Elmar Mittler (Hrsg.): Bibliotheca Palatina, Druckschriften, Katalog zur Mikrofiche-Ausgabe, Band 1–4, München 1999, ISBN 3-598-32886-9
- Enrico Stevenson: Inventario dei libri stampati palatino-vaticani, ed. per ordine di S.S. Leone XIII P.M., 4 Bände, Rom 1886–1891
- Enrico Stevenson: Codices manuscripti Palatini Graeci Bibliothecae Vaticanae descripti praeside I. B. Cardinali Pitra episcopo Portuensi S. R. E. bibliotecario, Rom 1885
- Enrico Stevenson: Codices Palatini Latini Bibliothecae Vaticanae descripti praeside I. B. Cardinali Pitra episcopo Port. S. R. E. bibliothecario, Rom 1886
- Die medizinischen Handschriften der Codices Palatini Latini in der Vatikanischen Bibliothek, beschrieben von Ludwig Schuba, Wiesbaden 1981, Dr. Ludwig Reichert Verlag (Kataloge der Universitätsbibliothek Heidelberg 1), ISBN 3-88226-060-2
- Die Quadriviums-Handschriften der Codices Palatini Latini in der Vatikanischen Bibliothek, beschrieben von Ludwig Schuba, Wiesbaden 1992, Dr. Ludwig Reichert Verlag (Kataloge der Universitätsbibliothek Heidelberg 2), ISBN 3-88226-515-9
- Die historischen und philosophischen Handschriften der Codices Palatini Latini in der Vatikanischen Bibliothek (Cod. Pal. Lat. 921–1078), beschrieben von Dorothea Walz, Wiesbaden 1999, Dr. Ludwig Reichert Verlag (Kataloge der Universitätsbibliothek Heidelberg 3), ISBN 3-89500-046-9
- Die humanistischen, Triviums- und Reformationshandschriften der Codices Palatini latini in der Vatikanischen Bibliothek (Cod. Pal. Lat. 1461–1914), beschrieben von Wolfgang Metzger, Wiesbaden 2002, Dr. Ludwig Reichert Verlag (Kataloge der Universitätsbibliothek Heidelberg 4), ISBN 3-89500-214-3
- zu Katalogen der deutschen Handschriften siehe Codex Palatinus Germanicus